# Nasser Hejazi
Nasser Hejazi (14. prosince 1949 Teherán – 23. května 2011 Teherán) byl íránský fotbalový brankář. Po skončení aktivní kariéry působil jako trenér. Zemřel 23. května 2011 ve věku 61 let na rakovinu plic.

## Klubová kariéra
Hrál v Íránu za Esteghlal FC a Shahin FC a v Bangladéši za tým Mohammedan Sporting Club (Dhaka). V letech 1971 a 1975 získal íránský titul.

## Reprezentační kariéra
Za íránskou fotbalovou reprezentaci nastoupil v letech 1968–1980 v 62 reprezentačních utkáních. Byl členem íránské reprezentace na Mistrovství světa ve fotbale 1978, nastoupil ve všech 3 utkáních. V roce 1976 byl členem íránské reprezentace na na LOH v Montrealu 1976, nastoupil ve 3 utkáních.